# مالا استرانا
مالا اِسترانا (به چکی: Malá Strana) محلهٔ تاریخی در مرکز شهر پراگ پایتخت جمهوری چک است. این محله از یک سو به رودخانهٔ ولتاوا و از دیکر سو به قلعه پراگ منتهی می‌شود. مالا استرانا در سال ۱۲۵۷ میلادی توسط پرمیسل اوتاکار دوم، پنجمین شاه مقتدر بوهمیا، بنیان نهاده شد.